# Чернеюв-Кольонія
Чернеюв-Кольонія (пол. Czerniejów-Kolonia) — село в Польщі, у гміні Яблонна Люблінського повіту Люблінського воєводства.
Населення — 306 осіб (2011).

## Демографія
Демографічна структура станом на 31 березня 2011 року:
|          | Загалом | Допрацездатний вік | Працездатний вік | Постпрацездатний вік |
| -------- | ------- | ------------------ | ---------------- | -------------------- |
| Чоловіки | 144     | 30                 | 103              | 11                   |
| Жінки    | 162     | 35                 | 102              | 25                   |
| Разом    | 306     | 65                 | 205              | 36                   |